# 나수연
나수연(羅壽淵, 1861년 음력 10월 20일~1926년 양력 6월 16일)은 대한제국 말기의 개화파 무관으로 일제강점기에는 조선총독부 중추원 참의를 지냈다. 호는 소봉(小蓬)이다.

## 생애
1890년 무과에 급제하여 훈련원 판관 등으로 근무한 무관이었다. 1898년에는 남궁억, 장지연, 유근 등과 함께 《황성신문》을 창간해 운영했다. 황성신문 총무를 맡았던 나수연은 사장 남궁억과 함께 1902년 구속된 일이 있는데, 이들이 구속된 이유는 명확하지 않다. 당시 일본에 망명해 있던 박영효와 내통하여 모반하기로 했다는 음해가 접수되었기 때문이라는 설이 있다.
1905년 한성법학교의 교감을 거쳐 강원도 철원군 군수에 임명되며 관직에 복귀했다. 같은 해 대한구락부 총무원, 이듬해에는 대한자강회 총무를 맡는 등 애국계몽운동으로 활발한 사회 활동도 계속했다. 이 무렵 을사조약 체결에 항의하며 자결한 민영환에 대한 제문을 대한구락부 대표 자격으로 발표한 바 있다. 이후 내부의 관리와 태극학회, 대한학회 등에서 활동했다. 나수연이 관직 복귀 후 얻은 철원군수나 내부 참서관 등의 직책은 일진회의 한석진에게 청탁하여 얻었다는 설이 정교의 《대한계년사》에 기록되어 있다.
황성신문이나 대한자강회 계열의 개화파 지식인들은 일본의 세력 확대와 함께 친일파에 흡수되었고, 1910년에는 한일 병합 조약이 체결되었다. 나수연은 한일 병합 직후 조선총독부가 신설한 자문기관 중추원의 부찬의로 임명되었고, 1921년에는 중추원 개편 후 참의가 되었다. 중추원에 재직 중이던 1912년 일본 정부로부터 한국병합기념장을 수여받았다.
1914년에는 일본군과 가족을 후원하는 경성군인후원회에 기부금 2원을 납부했고, 1915년 한일 병합 5주년 기념으로 열린 조선물산공진회에 경성협찬회 부위원으로 참가하여 10원을 기부한 일도 있다. 1916년부터는 반도사편찬사업의 조사주임도 맡았다. 조선총독부가 주관한 반도사편찬사업은 "일본인과 조선인이 한 뿌리에서 나왔음"을 분명히 하고 "불행에 빠진 조선인을 한일합방이 구원해 주었음"을 밝히는 것이 사업 목적으로 명시되어 있으며, 1925년 설치된 조선사편수회의 전신 격이다.
한편 동양화에 관심이 많아 1918년 서화협회가 발족할 때 발기인으로 참가했고, 1922년 열린 제1회 조선미술전람회에서는 입선한 바 있다.
2002년 발표된 친일파 708인 명단과 2008년 공개된 민족문제연구소의 친일인명사전 수록예정자 명단에 모두 포함되었고, 2007년 대한민국 친일반민족행위진상규명위원회가 발표한 친일반민족행위 195인 명단에도 선정되었다.

## 같이 보기
- 황성신문
- 조선총독부 중추원

## 참고 자료
- 친일반민족행위진상규명위원회 (2007년 12월). 〈나수연〉 (PDF). 《2007년도 조사보고서 II - 친일반민족행위결정이유서》. 서울. 578~585쪽쪽. 발간등록번호 11-1560010-0000002-10. [깨진 링크(과거 내용 찾기)]